# Olga Ksenicz
Olga Natalia Ksenicz – polska specjalistka w zakresie wokalistyki, dr hab. sztuk muzycznych, adiunkt Katedry Wokalistyki Wydziału Wokalnego Akademii Muzycznej im. Karola Lipińskiego we Wrocławiu.

## Życiorys
Studiowała na Wydziale Wokalnym Akademii Muzycznej we Wrocławiu. Bezpośrednio po ukończeniu studiów z wyróżnieniem (2004 rok) rozpoczęła pracę na tej samej uczelni.
Obroniła pracę doktorską, 30 czerwca 2014 uzyskała stopień doktora habilitowanego na podstawie pracy Pierwszoplanowe partie dla soprano primo i soprano secondo w wybranych operach Georga Friedricha Haendla. Specyfika, podobieństwa i różnice partii stworzonych dla Franceski Cuzzoni i Faustiny Bordoni. Objęła funkcję adiunkta w Katedrze Wokalistyki na Wydziale Wokalnym Akademii Muzycznej im. Karola Lipińskiego we Wrocławiu. Sekretarz zarządu Polskiego Stowarzyszenia Pedagogów Śpiewu w kadencji 2021–2025.

## Nagrody i wyróżnienia
- 2003: Trzykrotna nagroda, oraz nagroda specjalna (za wykonanie „Pieśni Roksany” z opery „Król Roger” Karola Szymanowskiego) na VI Międzyuczelnianym Konkursie Muzyki Słowiańskiej w Katowicach[2]
- 2002: Wyróżnienie za utwory patrona konkursu na II Konkursie Pieśni i Arii im. Karola Kurpińskiego we Włoszakowicach[2]
- 2001: Wyróżnienie za wykonanie arii barokowej na I Ogólnopolskim Konkursie Sopranowym im. Haliny Halskiej we Wrocławiu[2]